# اچ‌ام‌اس هینچینبروک (۱۷۷۸)
اچ‌ام‌اس هینچینبروک (۱۷۷۸) (به انگلیسی: HMS Hinchinbrook (1778)) یک کشتی بود که طول آن ۱۱۵ فوت (۳۵ متر) بود. این کشتی در سال ۱۷۷۸ ساخته شد.